# Титовский бор
Титовский бор — урочище на окраине г. Шебекино Белгородской области России. Площадь урочища — 257 га, Занимает кварталы № 15, 16, 17, 21, 22 ОГУ «Шебекинское лесничество» (бывшее Архангельское лесничество). На территории урочища произрастают деревья-долгожители — дубы и ель, которые в 1991 году внесены в перечень региональных памятников природы Белгородской области, с категорией МСОП — III, IV.

## История
Название произошло от деревни Титовка, которая была основана в середине XIX века. Принадлежал этот лес помещику Батезатулу, тянулся он от нынешнего маслозавода до села Устинка (ныне в черте г. Шебекино). Посажен он был в конце XIX — начале XX веков на площади около тысячи гектаров.
В годы Великой Отечественной войны в бору оборонялись бойцы и партизаны от нацистов. До сих пор в этом лесу видны следы окопов и землянок, на вековых дубах и соснах осколки и следы от прямых попаданий снарядов.

## Флора
Титовский бор — это изреженный смешанный лес с преобладанием сосны обыкновенной. Категория растительности: типичная и южная лесостепная восточноевропейская равнинная. Имеются участки произрастания дуба черешчатого, осины, берёзы бородавчатой, клёна остролистного, рябины обыкновенной. Из кустарников — бересклет бородавчатый, бузина чёрная, жимолость, малина, шиповник. Хорошо развит травянистый ярус с преобладанием злаковых. Лес является местом отдыха горожан.